# Stazione di Asciano
La stazione di Asciano è uno dei due scali ferroviari del centro principale delle Crete Senesi, ubicato lungo la linea Empoli-Siena-Chiusi nell'omonimo comune.

## Strutture e impianti
La stazione si trova all'altezza della diramazione per Grosseto tramite la linea Asciano-Monte Antico.
Lo scalo è stato inaugurato l'11 settembre 1859 con il passaggio del primo treno sulla linea per Chiusi ed è da considerarsi come un modello tipico della piccola stazione italiana.
L'infrastruttura è composta da sei binari con i primi tre, dotati di ampie banchine e di un sottopassaggio, utilizzati per il traffico passeggeri.
I binari 1 e 2 sono impiegati per i treni sulla linea Siena-Chiusi (binario di corsa e binario di raddoppio), mentre il binario 3 è utilizzato per i convogli da e per Monte Antico.
Il fabbricato ha l'architettura del caseggiato di campagna, con il piano terra dedicato alla sala di aspetto (ormai chiusa e sostituita da pensiline) e gli ex-uffici del personale di movimentazione.
La stazione può essere considerata un piccolo monumento di archeologia industriale per alcuni elementi storici ancora ben conservati:
- il piazzale merci con il magazzino ed una vecchia gru di carico motorizzata;
- l'impianto di rifornimento di acqua alle locomotive a vapore, effettuato mediante un serbatoio di acqua e due colonne idrauliche;
- la piattaforma girevole ancora funzionante e utilizzata in occasione di treni storici a vapore.

## Movimento
Attualmente fermano quasi tutti i treni regionali che percorrono la tratta Siena-Chiusi, mentre la linea per Monte Antico-Grosseto è stata chiusa al regolare traffico passeggeri nell'anno 1994, sebbene sia tuttora utilizzata come ferrovia turistica, grazie all'Associazione FVO - Ferrovia Val D'Orcia, che organizza i convogli del Trenonatura effettuati da automotrici storiche e, in occasione di feste paesane, da locomotive a vapore.
Trattandosi di una stazione ubicata all'estremità del paese di Asciano, è utilizzata solo da una piccola parte dei residenti. Nel territorio comunale sorge anche la fermata di Asciano Monte Oliveto Maggiore che si trova nel centro del paese, lungo la stessa linea ferroviaria in direzione di Siena, e che è più utilizzata dagli abitanti.

## Servizi
La stazione dispone di:
- Sottopassaggio
- Accessibilità per portatori di handicap

## Galleria d'immagini

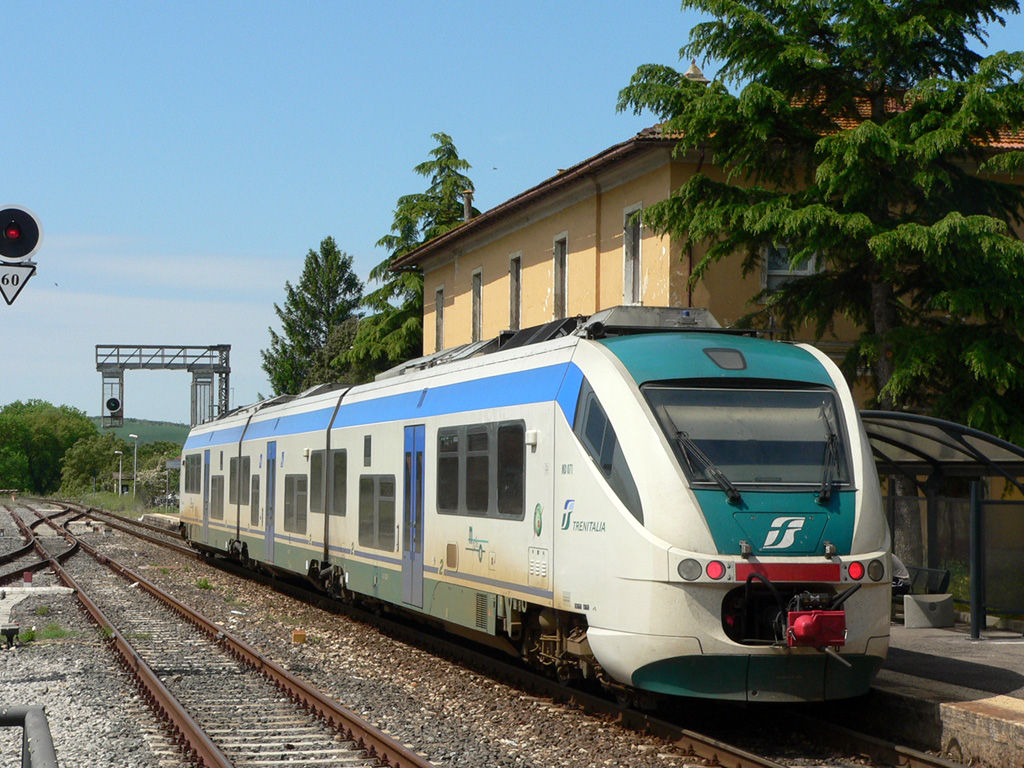
Un Minuetto in sosta alla stazione di Asciano
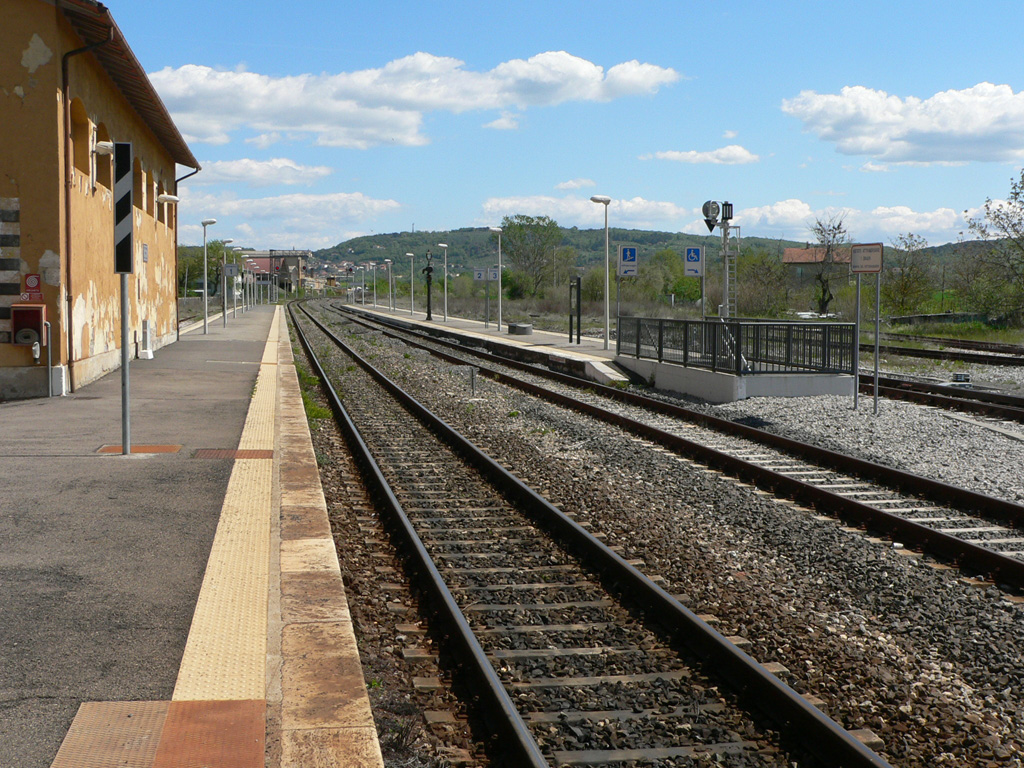
Vista delle banchine passeggeri
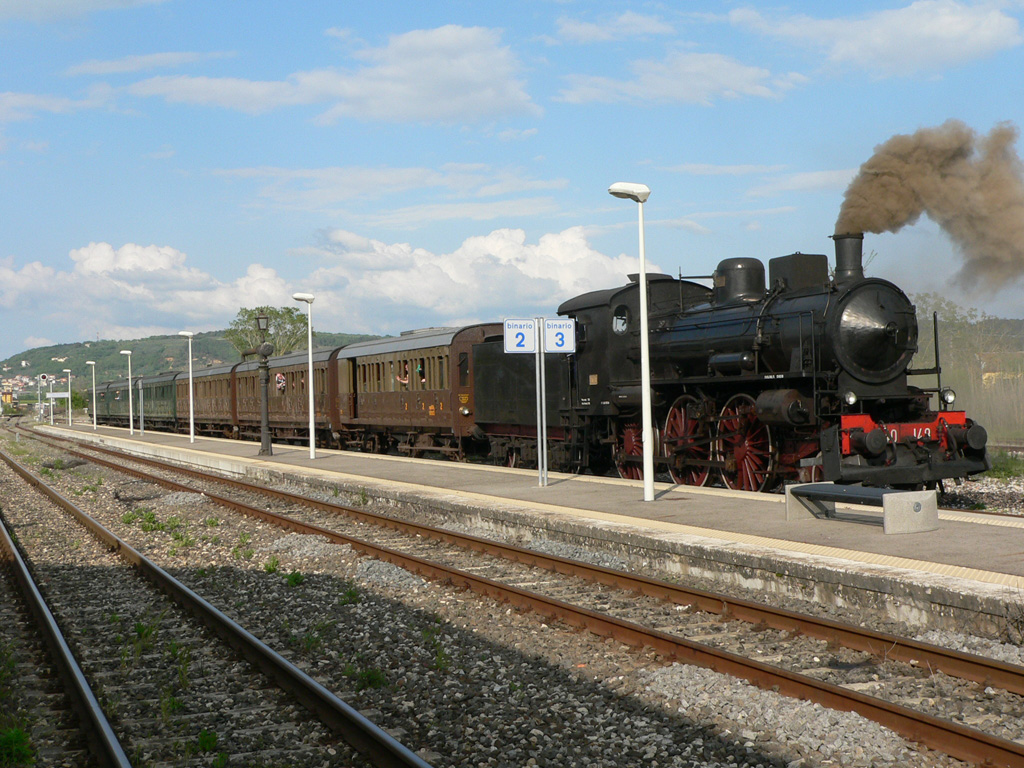
Treno a vapore in partenza dalla stazione di Asciano
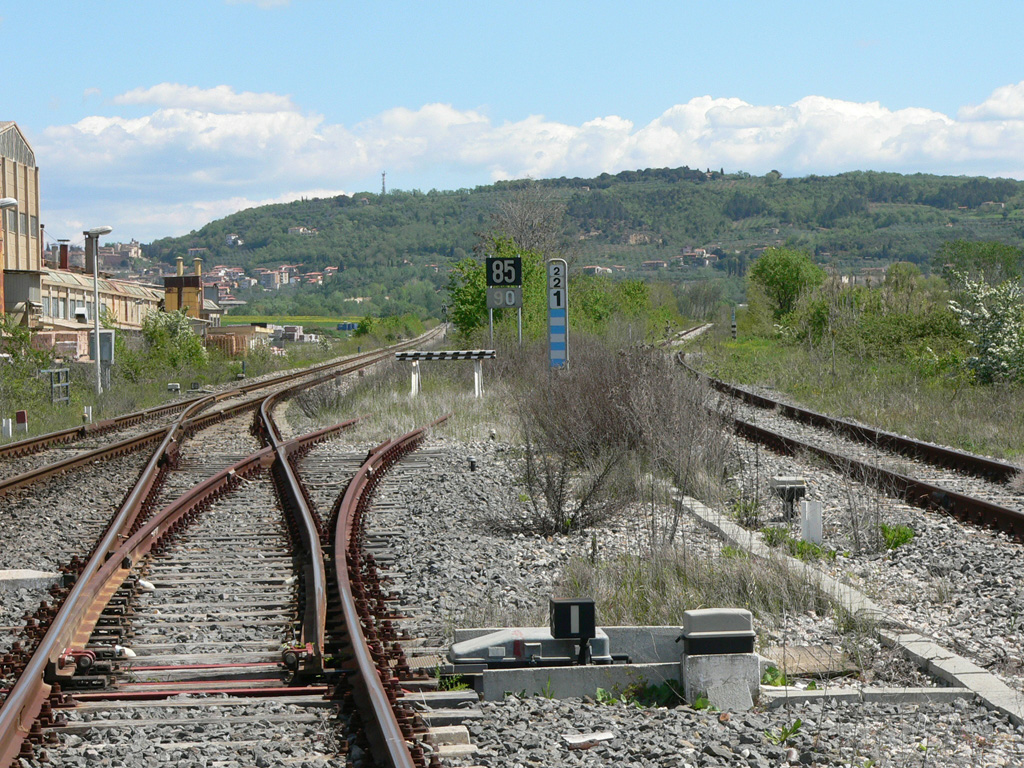
Biforcazione della linea per Chiusi e per Grosseto
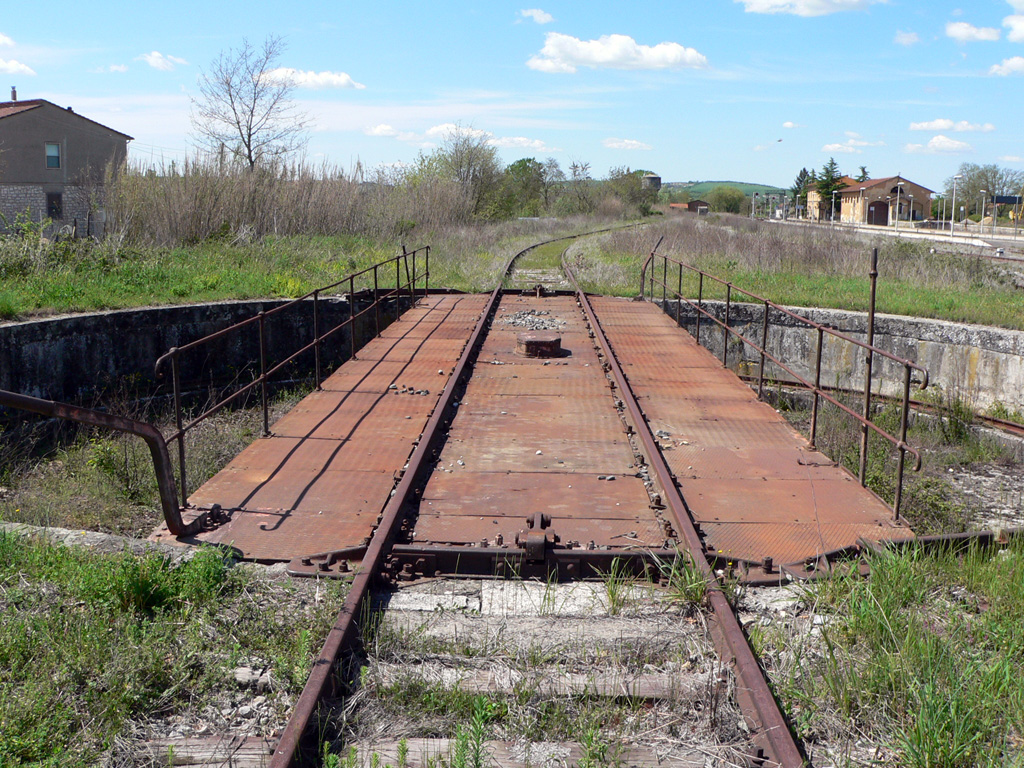
Piattaforma girevole della stazione di Asciano
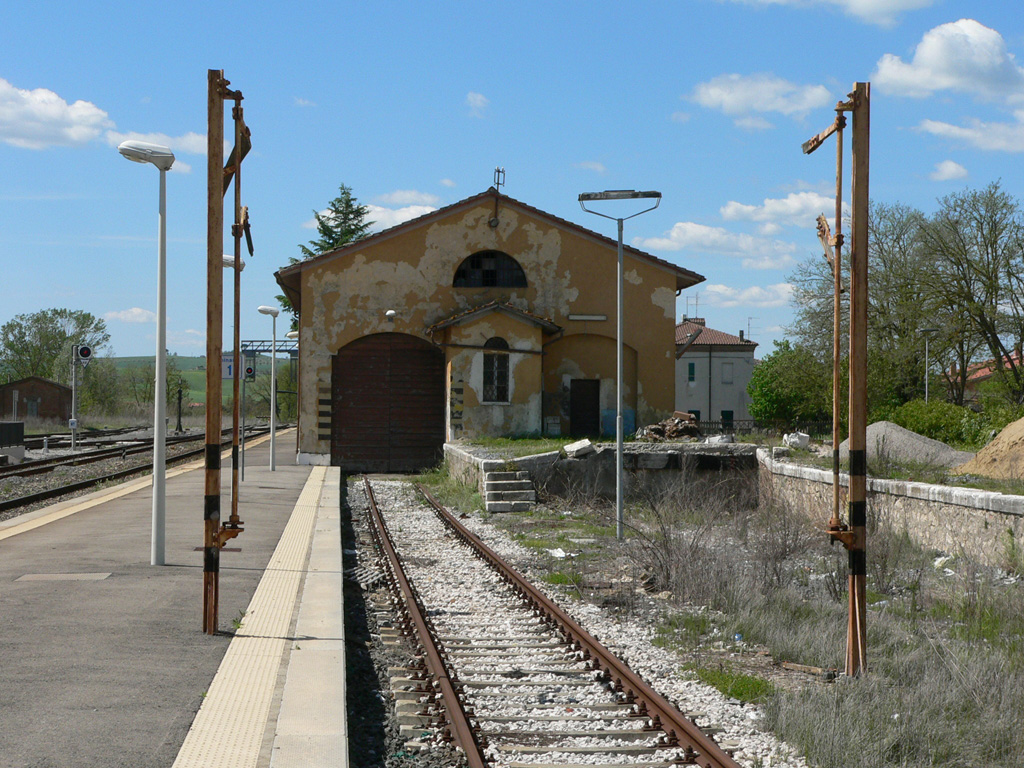
Vecchio magazzino merci